# ۵۹۰ (خورشیدی)
۵۹۰ پانصد و نودمین سال هجری خورشیدی است.